# Gyrus postcentralis

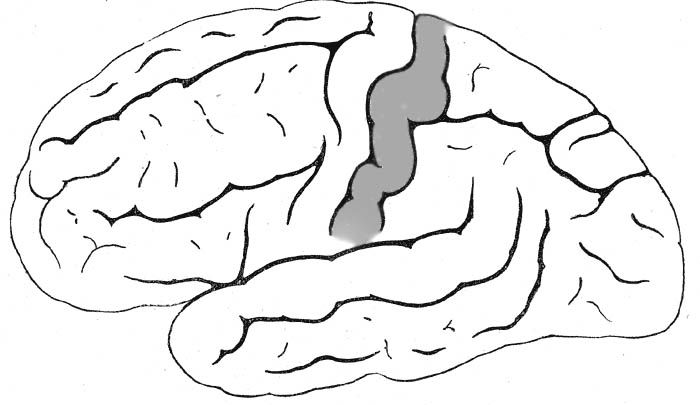
Gyrus postcentralis

Gyrus postcentralis

Der Gyrus postcentralis ist die auf dem Parietallappen des Großhirns hinter der Zentralfurche (Sulcus centralis) gelegene Windung (Gyrus). Dort liegt der somatosensorische Cortex, also das Rindengebiet, in dem taktile Wahrnehmungen des Körpers unmittelbar verarbeitet werden. Dem Gyrus postcentralis werden nach der histologisch ausgerichteten Brodmann-Einteilung die Areale 1, 2 und 3 zugeordnet.
Wissenschaftliche Versuche legen nahe, dass eine erhöhte Aktivität des Gyrus postcentralis während des Tiefschlafes Parasomnie auslösen kann.